# Les rêves
Les rêves is een compositie van Albert Roussel. Het is een lied gebaseerd op een tekst van Armand Silvestre, dat Roussel in het begin van zijn loopbaan als componist schreef. Roussel werd in die dagen niet serieus genomen als componist van liederen, dat zou pas veel later het geval zijn. In de nadagen van zijn loopbaan daalde dat enthousiasme weer. Les rêves is een van de werkjes die bewaard zijn gebleven uit Roussels beginperiode, hij gooide nogal een wat weg.  Het werk bestaat uitsluitend in manuscriptvorm bij de Nationale Bibliotheek in Brussel.
Les rêves is de enige keer dat Roussel een tekst gebruikte van Silvestre. Het werk bevat wisselingen tussen een 9/8 en 6/8 maat.